# Кузнецов, Егор Антонович
Его́р Анто́нович Кузнецо́в (1864 — ?) — крестьянин, депутат Государственной думы II созыва от Смоленской губернии.

## Биография
Крестьянин деревни Озерецкое Чиховской волости Духовщинского уезда Смоленской губернии. Имел лишь начальное образование. Занимался земледелием на 9 десятинах. В момент выборов в Думу оставался беспартийным.
6 февраля 1907 избран в Государственную думу II созыва от общего состава выборщиков Смоленского губернского избирательного собрания. По одним сведениям вошёл в состав группы Правых и умеренных, по другим сведениям — «прогрессист». В комиссиях Думы не состоял, выступления с думской трибуны неизвестны.
Дальнейшая судьба и дата смерти неизвестны.

### Архивы
- Российский государственный исторический архив. Фонд 1278. Опись 1 (2-й созыв). Дело 222; Дело 548. Лист 10 оборот.